# Vámosújfalu
Vámosújfalu es un pueblo ubicado en el distrito de Sárospatak, en el condado de Borsod-Abaúj-Zemplén, Hungría.

## Superficie
Posee una superficie de 10,64 kilómetros cuadrados.

## Demografía
Hasta 2019 la población era de 681 habitantes, con una densidad de población de 64,00 habitantes por kilómetro cuadrado.